# Ernest Shackleton
Sir Ernest Henry Shackleton (n. 15 februarie 1874, Kilkea Castle⁠(d), Irlanda⁠(d), Regatul Unit al Marii Britanii și Irlandei – d. 5 ianuarie 1922, Grytviken, South Georgia and the South Sandwich Islands, Teritoriile britanice de peste mări, Regatul Unit) a fost un explorator anglo-irlandez, una dintre principalele figuri ale perioadei cunoscute ca epoca eroică de explorări antarctice. Prima experiență a sa în regiunile polare a venit când a participat, în calitate de al treilea ofițer, la expediția Discovery, condusă de căpitanul Scott, în perioada 1901–04, din care a fost trimis acasă mai devreme pe motive de sănătate.
Hotărât să se revanșeze pentru ceea ce el percepea ca pe un eșec personal, s-a întors în Antarctica în 1907 la conducerea expediției Nimrod. În ianuarie 1909, împreună cu trei tovarăși, a efectuat un marș spre sud prin care a stabilit un record la acel moment pentru cea mai mare apropiere de polul sud, la latitudinea de 88°23'S, apropiindu-se la 190 km de Polul Sud, de departe cea mai mare apropiere de pol până la acea vreme. Pentru această realizare, Shackleton a fost înnobilat de regele Edward VII-lea la întoarcerea acasă.

## Polul Sud, din nou
După ce cursa spre Polul Sud s-a terminat în 1912 cu reușita lui Roald Amundsen, Shackleton și-a îndreptat atenția spre ceea ce el considera singurul mare obiectiv al călătoriilor antarctice—traversarea Antarctidei de la mare la mare, cu trecere pe la pol. În acest scop, el a făcut pregătiri pentru ceea ce a devenit Expediția Imperială Transantarctică, 1914–17. Această expediție s-a soldat cu un dezastru, deoarece nava principală, Endurance, a rămas blocată în banchiza de gheață și strivită, înainte să acosteze. A urmat o serie de aventuri, încheiată cu salvarea tuturor membrilor echipajului, ceea ce i-a adus lui Shackleton statutul de erou, deși aceasta nu a fost evidentă imediat. În 1921, s-a întors în Antarctica cu expediția Shackleton-Rowett, cu intenția de a efectua un program de activități științifice. Înainte ca expediția să demareze lucrul, Shackleton a murit de atac de cord în timp ce nava sa, Quest, era ancorată în Georgia de Sud. La cererea soției sale, Shackleton a fost înmormântat acolo.
În afara expedițiilor sale, viața lui Shackleton a fost în general una neliniștită și plină de neîmpliniri. În căutarea unor căi rapide de îmbogățire și siguranță, a lansat mai multe afaceri și alte scheme de strâns bani, dintre care niciuna nu a avut succes. Când a murit, datora peste 40.000 de lire (peste 1,5 milioane de lire la nivelul anului 2008). La moartea sa, a fost lăudat de presă, dar după aceea a fost uitat, în timp ce reputația de erou a rivalului său Scott s-a menținut mai multe decenii. Spre sfârșitul secolului al XX-lea, Shackleton a fost „redescoperit”, și a devenit rapid o figură istorică importantă, model de conducător care, în condiții extreme, și-a păstrat echipa unită pentru a duce la îndeplinire o poveste de supraviețuire pe care istoricul polar Stephanie Barczewski o descrie ca „incredibilă”.